# Olendino Mendes
Olendino Pereira Mendes (Belo Horizonte, MG, 1956) é um desenhista e roteirista de histórias em quadrinhos brasileiro. Uma de suas peculiaridades é que algumas de suas histórias tinham personagens apenas indígenas (ex.: Piaga, Uiara, etc.). Olendino teve um fã-clube nos anos 1980 fundado por um fã seu, Marco Muller. Ganhou o apelido de "O Poeta do Terror".

## Criações

### Histórias (em ordem cronológica)[1][2][3]
- Ru (Spektro nº 18, Vecchi, outubro de 1980, 5 páginas.)
- Restos (Histórias do Além nº 19, Vecchi, fevereiro de 1981, 9 páginas.)
- Piaga (Pesadelo nº 4, Vecchi, fevereiro de 1981, 17 páginas.)
- A Crueldade (Pesadelo nº 5, Vecchi, abril de 1981, 6 páginas.)
- Necrofilia (Spektro nº 21,Vecchi, abril de 1981,14 páginas.)
- Além (Pesadelo nº 6, Vecchi, maio de 1981, 5 páginas.)
- O Fim da Humanidade (Spektro nº 22, Vecchi, junho de 1981, 18 páginas.)
- Cissalda (Pesadelo nº 7, Vecchi, Julho de 1981,16 páginas.)
- Chegaram os Tempos (Parte 1) (Spektro nº23)
- Visgo (Spektro nº 23, Vecchi, agosto de 1981, 12 páginas.)
- Uiara (Pesadelo nº 8, Vecchi, setembro de 1981, 8 páginas. Republicada na revista independente BHQ, em 1998.)
- Chegaram os Tempos (Parte 2) (Spektro nº 24, Vecchi, setembro de 1981, 20 páginas.)
- A Rejeição (Pesadelo nº 9, Vecchi, novembro de 1981, 8 páginas.)
- Chegaram os Tempos (Spektro nº 25, Vecchi, dezembro de 1981, 18 páginas.)
- O Sacrifício (Sobrenatural nº 35, Vecchi, janeiro de 1982, 5 páginas.)
- O Significado de Ragnaroc (Pesadelo nº 10, Vecchi, janeiro de 1982, 30 páginas.)
- A Missão de Silvano Lobo (Sobrenatural nº 36, Vecchi, fevereiro de 1982, 12 páginas.)
- Ponto (Almanaque de Terror nº1, Vecchi, março de 1982, 6 páginas.)
- O Mestre do Terror (Sobrenatural nº 37, Vecchi, março de 1982, 8 páginas.)
- O Circo dos Horrores (Spektro nº 27, Vecchi, junho de 1982, 20 páginas.)
- Tahara (Almanaque de terror nº 3, Vecchi, julho de 1982, 10 páginas.)
- Medusa (Almanaque de Terror nº 4, Vecchi, setembro de 1982, 8 páginas.)
- Uiaramani (Almanaque de Terror nº 5, Vecchi, novembro de 1982, 8 páginas.)
- Silêncio (Almanaque Sobrenatural nº 8, Vecchi, julho de 1983, 11 páginas.)
- O Vestido de Anabela (Mestres do Terror nº 21, D-Arte, dezembro de 1983, 4 páginas.)
- As Múmias do Templo (Calafrio nº 21, D-Arte, 1994, 6 páginas.)
- Noturnos (Calafrio nº24, D-Arte, 1984, 12 páginas.)
- A Torre dos Ratos (adaptação de Victor Hugo) (Calafrio nº 28, D-Arte, 1985, 8 páginas.)
- O Retrato da Morte (Medo nº1, Press, 1985, 4 páginas.)
- Coração de Estudante (Medo nº3, Press. 1985, 30 páginas.)
- Velha História (Almanaque Mundo do Terror, Press, 1986, 10 páginas.)
- Carrancas (partes 1 a 3) (Almanaque Medo, Press, 1986, 6 páginas e Medo Extra, 1987, 14 páginas.)
- Vento Solar, 1987(Gritos de Pavor, Press, 1987)
- L'Aigle et Le Serpent, com desenhos de Mozart Couto; publicado na França em 1990; inédito até hoje no Brasil
- Perfume (Revista Teor Letal, janeiro de 1995)

### Revistas
- Sobrenatural
- Pesadelo
- Histórias do Além
- Calafrio
- Mestres do Terror
- Revista Medo